# Stagonospora atriplicis
Stagonospora atriplicis är en svampart som först beskrevs av Westend., och fick sitt nu gällande namn av Lind 1913. Stagonospora atriplicis ingår i släktet Stagonospora och familjen Phaeosphaeriaceae.   Inga underarter finns listade i Catalogue of Life.